# Molly Smitten-Downes
Molly Smitten-Downes (* 2. April 1987 in Rothley, England), auch einfach Molly genannt, ist eine britische Sängerin. Sie wurde intern von der BBC ausgewählt, ihr Heimatland beim Eurovision Song Contest 2014 in Kopenhagen zu vertreten.

## Leben
Smitten-Downes studierte am Leicester College Access to Music und an der Academy of Contemporary Music in Guildford.
Am 18. Dezember 2011 veröffentlichte sie ihre akustische EP Fly Away with Me. Sie gewann 2012 in der Kategorie „Urban/Pop“ beim Musikwettbewerb Live and Unsigned und erhielt 2013 einen zusätzlichen Preis für besten Song bei den The Best Of British Unsigned Music Awards für ihren Song Lost Generation.
Am 3. März 2014 gab die BBC bekannt, dass Smitten-Downes im Finale des Eurovision Song Contest 2014 am 10. Mai mit ihrem selbst komponierten Lied Children of the Universe antreten wird. Sie erreichte dort den 17. Platz.

## Diskografie

### EPs
- 2011: Fly Away with Me

### Singles
- 2011: Shadows (mit Marger)
- 2013: Never Forget You (mit Darren Styles)
- 2013: Beneath the Lights
- 2014: Children of the Universe
- 2014: Lock Up Your Daughter
- 2015: Rush (mit Zwette)
- 2015: Breathe (mit Si Tew)